# Leia determinaticollis
Leia determinaticollis är en tvåvingeart som beskrevs av Günther Enderlein 1910. Leia determinaticollis ingår i släktet Leia och familjen svampmyggor. Inga underarter finns listade i Catalogue of Life.